# Иванава
Иванава или Иваново (блр. Іванава; рус. Иваново), раније позната и као Јанов (блр. Янаў; рус. Янов) град је у јужном делу Републике Белорусије и административни центар Иванавског рејона Брестске области. 
Према процени из 2012. у граду је живело 16.381 становника.

## Географија
Град се налази у централном делу Иванавског рејона, на крајњем југу Белорусије, свега неколико километара северно од границе са Украјином. Кроз град пролази деоница железнице на линији Брест—Лунинец.

## Историја
Насеље се у првим писаним изворима помиње током XIV века као село Порхово. Године 1423. насеље је као феудални посед поклоњено Луцком католичком манастиру, а 1465. преименовано у Јанава.
У насељу је током 1897. живео 3.041 становник, а постојале су и предионица, штавионица коже, уљара, циглана, неколико млинова, једна јавна и једна парохијска школа.
Иванава има административни статус града од 1971. године.

## Становништво
Према процени, у граду је 2012. живело 16.381 становника.
| 1979. | 1989.  | 1999.  | 2009.  | 2012.  |
| ----- | ------ | ------ | ------ | ------ |
| 9.912 | 13.581 | 13.581 | 16.086 | 16.381 |